# 水碳镁石

水碳镁石（英語：Artinite） 是一種水合鹼性碳酸鎂礦物，分子式為：Mg
2(CO
3)(OH)
2 · 3H2O。 它形狀是单斜晶系的棱柱晶體。呈白色，针状或殼状集合体，玻璃光泽，透明，硬度为3.5-4，比重2.13-2.235，它產於低溫熱液礦脈和蛇紋石化的超基性岩石中。 伴生礦物包括水鎂石、水菱鎂礦、焦金石(pyroaurite)、溫石棉、文石、方解石、白雲石和菱鎂礦  。

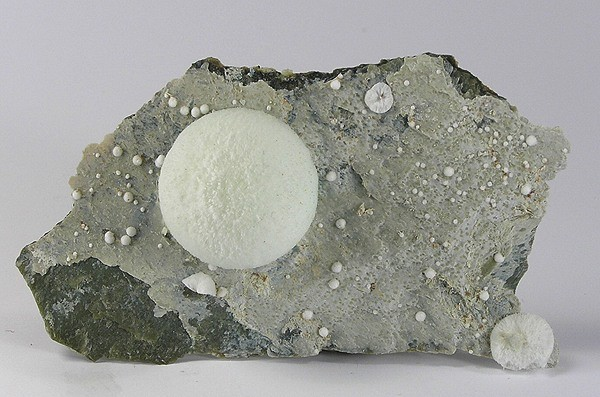
水碳镁石有時呈球狀或放射針狀，標本地點：加州 New Idria區, 尺寸: 9.2 x 5.2 x 1.5 cm.

它於1902年在意大利倫巴第大區首次被發現。 以意大利礦物學家 Ettore Artini（1866-1928）的名字命名。